# Rentiapril
Rentiapril je ACE inhibitor.